# Lupin peren
Lupinul peren (Lupinus perennis) este o varietate de lupin, folosit ca plantă medicinală și meliferă din familia Fabaceae. Crește în tufe mari, alcătuite din frunze palmat compuse, lucioase verde deschis și numeroase tije lungi, cu flori divers colorate. Florile de lupin se conservă bine în apă după ce sunt tăiate. Preferă solurile profunde, bogate. Înflorește în lunile iunie și iulie.